# Challenger de Cleveland 2024
El torneo Cleveland Open 2024 fue un torneo de tenis perteneció al ATP Challenger Tour 2024 en la categoría Challenger 75. Se trató de la 6ª edición; el torneo tuvo lugar en la ciudad de Cleveland (Estados Unidos), desde el 29 de enero hasta el 4 de febrero de 2024 sobre pista dura bajo techo.

## Jugadores participantes del cuadro de individuales
| Favorito | País                      | Jugador          | Rank1 | Posición en el torneo |
| -------- | ------------------------- | ---------------- | ----- | --------------------- |
| 1        | Bandera de Australia      | James Duckworth  | 95    | Semifinales           |
| 2        | Bandera de Estados Unidos | Zachary Svajda   | 143   | Primera ronda         |
| 3        | Bandera de Estados Unidos | Emilio Nava      | 146   | Cuartos de final      |
| 4        | Bandera de Estados Unidos | Denis Kudla      | 164   | Semifinales           |
| 5        | Bandera de Estados Unidos | Patrick Kypson   | 183   | CAMPEÓN               |
| 6        | Bandera de Estados Unidos | Tennys Sandgren  | 266   | Cuartos de final      |
| 7        | Bandera de Estados Unidos | Mitchell Krueger | 286   | Segunda ronda         |
| 8        | Bandera de Estados Unidos | Aidan Mayo       | 298   | Primera ronda         |

- 1 Se ha tomado en cuenta el ranking del 15 de enero de 2024.

### Otros participantes
Los siguientes jugadores recibieron una invitación (wild card), por lo tanto ingresan directamente al cuadro principal (WC):
- Murphy Cassone
- Keegan Smith
- Quinn Vandecasteele

Los siguientes jugadores ingresan al cuadro principal tras disputar el cuadro clasificatorio (Q):
- Gabi Adrian Boitan
- Patrick Brady
- William Grant
- Stefan Kozlov
- Patrick Maloney
- Matija Pecotić

## Campeones

### Individual Masculino
- Patrick Kypson derrotó en la final a  Denis Kudla por 4–6, 6–3, 6–2

### Dobles Masculino
- George Goldhoff /  James Trotter derrotaron en la final a  William Blumberg /  Alex Lawson por 6–7(0), 6–3, [10–8]